# Synáček
Synáček je česká psychologická novela napsaná spisovatelem Jaroslavem Havlíčkem roku 1942. Pojednává životě vedlejší postavy z románu Petrolejové lampy, Synáčkovi. 

## Děj
Děj se odehrává v podkrkonošské Jilemnici na přelomu 19. a 20. století. Hlavní postava je Antonín "Synáček" Skála, kterého kniha sleduje po celý jeho život. Narodí se jako pohrobek, neboť jeho otec opilý spadne do svého vlastního lomu. Je rozmazlován svými dvěma babičkami. Ve škole se seznámí s Věkoslavem Xaverem. Stanou se z nich přátelé po celý život a po společném studiu na gymnáziu se zapojují do kulturního života v Jilemnici, známého již z Petrolejových lamp.
Díky dědictví se z Antonína Skály stane průmyslník, vlastní pilu a cihelnu a tak má dost peněz na staromládenecký a bezstarostný život. Xaver se naopak ožení a stane se otcem dívky Markéty. Díky tomu se s volnomyšlenkářským Synáčkem pohádají (kvůli tajné dohodě z mládí) a nemluví spolu, avšak poté, co vidí Synáček Markétku na pohřbu, se s Xaverem usmíří a chodí je navštěvovat. Děvčátko je ale velmi slabé a mívá kašel a teploty. Xaver však náhle onemocní rakovinou žaludku a jeho posledním přáním je svatba Synáčka a Markéty. Synáček jeho poslední přání přijme a Markétu si vezme, dokonce se do ní později i zamiluje. Kvůli jejím problémům nechá postavit hotel v Krkonoších, aby měla dostatek čerstvého vzduchu. Markétka však onemocní zápalem plic a i když to vypadá, že se uzdravuje, nakonec začne vykašlávat krev a zanedlouho zemře.
Synáček se kvůli této smrti uzavře do sebe. Často vůbec nevnímá, když na něho někdo mluví a nakonec zešílí. Začne mu připadat, že Markétka nezemřela a je zde stále s ním. Mluví s ní, prochází se po korze a hovoří s ní a často jezdí v autě velmi nebezpečnou rychlostí (tak, jak to měla Markétka ráda). Jedna z těchto cest se mu nakonec stane osudnou a zabije se při autonehodě.
Řekla to kdysi, nebo to řekla právě teď? Staré časy, nové časy — vše jedno. Synáček jí odpovídá úsměvem. Přehupuje vrchol lhoteckého kopce sedmdesátkou.

Věrný a melodický hlas mluví u jeho ucha, do předloktí se mu zatínají tenké prstíky: „Ještě! Ještě!“ Dříve? Před lety? Dnes? Podvědomě se krčí, přidává plyn. Vůz letí devadesátkou. Již je tu Malinův dvůr, za ním spáleniště Popadovy stodoly, ten lampion, který se víc a více blíží, to je už první městská lucerna.
„Ještě! Ještě!“ raduje se přízrak po Synáčkově boku a horké líčko lne k jeho zarostlé tváři. „Ještě víc! Dnes nejvíc! Nejvíc!“

„Nejvíc!“ sviští vzduch kolem řítícího se stroje.
Jaroslav Havlíček, Synáček